# K-911
K-911 (K-9 - Um Policial Bom pra Cachorro 2, no Brasil) é um filme de comédia lançado em 1999. Foi dirigido por Charles T. Kanganis e estrelado por James Belushi, no papel de Detetive Michael Dooley. O filme é uma sequência do filme de 1989 K-9.

## Sinopse
O  Detetive Michael Dooley (James Belushi) continua a trabalhar com o cão pastor alemão Jerry Lee, que já está ficando velho e preguiçoso. 
Dooley começa a ser ameaçado por um que escritor que deseja matá-lo por ter sido rejeitado pela falecida esposa do detetive, e a partir daí, Dooley vai precisar da ajuda de sua ex-namorada, a sargento de polícia Welles, e de um outro cachorro policial da raça Doberman.

## Elenco
- Detetive Michael Dooley..James Belushi
- Sargenta Welles..........Christine Tucci
- Capitão Byers............James Handy
- Devon Lane...............Wade Williams
- Fat Tommy................J.J. Johnston
- Oficial Perry............Joe Palese
- Phil Cage................Scotch Ellis Long
- Harry Stripe.............Vincent Castellanos
- Johnson..................Timo Flloko
- Counterman...............Joe Sabatino
- Jackie Hammonds..........Ron Yuan
- Menina no parque.........Sussana Puisto
- Dr. Perkins..............Denise Dowse
- Enfermeira...............Marla Frees
- Terri....................Nadja Pionilla
- Jerry Lee................Mac, Sonto, Reno
- Zeus.....................Lucan, Taze, Jasmine

## Dados do DVD
- Extras: Trailer do filme e do original K-9, encarte com biografias e filmografias e conexão com a internet para DVD-Rom
- Idioma: Inglês, japonês, espanhol, português, francês
- Legendas: Inglês, português, espanhol, cantonês
- Ano: 1999
- Distribuição: Universal Studios